# Bersillies-l'Abbaye
Pour les articles homonymes, voir Bersillies.
Bersillies-l'Abbaye (en wallon Bèrsèyî) est un village du Hainaut en Belgique. Sis sur la Thure et formant comme une presqu'île belge en France il fait administrativement partie de la commune et ville d'Erquelinnes, en Région wallonne de Belgique. C'était une commune à part entière avant la fusion des communes de 1977.

## Géographie

### Particularité frontalière
Bersillies-l'Abbaye possède une position frontalière unique: 80 % du territoire communal est circonscrit par la frontière française. Elle jouxte les localités ou communes de Solre-sur-Sambre (au nord, et en Belgique), Bousignies-sur-Roc, Jeumont, Colleret, et Cousolre, toutes quatre en France. Bousignies-sur-Roc, à l'est de Bersillies, mais en France, se trouve dans une position similaire.

### Hydrographie
Le village est traversé par la rivière la Hantes qui prend sa source à Froidchapelle et qui se jette dans la Sambre à Labuissière.

## Évolution démographique
- Sources : INS, Rem. : 1831 jusqu'en 1970 = recensements, 1976 = nombre d'habitants au 31 décembre.

## Histoire
Au VIIIe siècle un prieuré est fondé près de l’église paroissiale par Aldebert et sa femme, sainte Reine (de Denain). Le village dépendait alors de la prévôté de Maubeuge.
En 1243 Nicolas II, seigneur de Barbençon, fonde près du village un monastère pour les religieuses augustiniennes qu’il fait venir de l’abbaye de Prémy : c’est l’abbaye de la Thure.
À la fin du XVe siècle Guillaume de Croÿ parvient à faire rattacher le village à la prévôté de Beaumont, beaucoup plus proche (en Principauté de Chimay), ce qui le rattache aux Pays-Bas méridionaux. Cependant, au traité de Nimègue (10 août 1678) le village est rendu à la France, et retourne à la prévôté de Maubeuge. En 1696 Louis XIV renonce à sa conquête et Bersillies retourne à la prévôté de Beaumont.

## Patrimoine et culture

### Patrimoine architectural
- De l'ancienne abbaye de la Thure, qui a donné son nom au village, il ne reste pratiquement rien.
- L'église paroissiale Notre-Dame, construite en 1895 selon les plans de l'architecte C. Sonneville en style néo-gothique[2].
- Ancien moulin, mentionné au début du XVIIe siècle[3].

## Enseignement
Ecole communale de Bersillie-l'Abbaye.

## Curiosités
On trouve à Bersillies-l'Abbaye une curiosité : l'entrée unique de la carrière de Dhordain, située en France. 